# Хайнрих фон Хахберг-Заузенберг
Хайнрих фон Хахберг-Заузенберг (на немски: Heinrich von Hachberg-Sausenberg, * 1300, † 1318) е маркграф на Хахберг-Заузенберг от 1312 до 1318 г.

## Биография
Той е най-възрастният син на маркграф Рудолф I фон Хахберг-Заузенберг и Агнес, дъщеря, наследничка на Ото фон Рьотелн.
Той поема през 1312 г. управлението на господството Заузенберг след смъртта на баща му и през 1315 г. господството Рьотелн от чичо му Лютхолд II фон Рьотелн (1316).
След ранната му смърт през 1318 г. управлението на господствата Рьотелн и Заузенберг поемат братята му Рудолф II и Ото I.